# Strongylaspis migueli
Strongylaspis migueli es una especie de escarabajo longicornio del género Strongylaspis, categorizada en la tribu Macrotomini, de la subfamilia Prioninae. Fue descrita por Monné M. L. y Santos-Silva en 2003.
El período de actividad en ejemplares adultos se presenta regularmente entre febrero y marzo y octubre y diciembre. Existe un ejemplar de la especie en el museo de Zoología de la Universidad de São Paulo.

## Descripción
Mide 21,1-36,8 mm de longitud.

## Distribución
Se distribuye por América del Sur: en Brasil y Perú.